# Antelao
Der Monte Antelao (ladinisch Nantelou) ist mit 3264 m s.l.m. der höchste Berg der Cadorischen Dolomiten und zweithöchste der Dolomiten überhaupt. Der Monte Antelao ist bei gutem Wetter von der Rive (Uferpromenade) in Triest aus gut sichtbar.
Er liegt im Cadore (Provinz Belluno), nordöstlich des Boitetals. Als höchste Zinne der östlichen Dolomiten ist der Antelao ein für die Dolomiten eher untypischer Berg. Während anderswo geschlossene Massive und Hochplateaus stehen, bildet der Antelao eine isoliert stehende Felspyramide. Mit dem westlich gegenüber aufragenden Pelmo bildet er die Eingangspforte aus dem Piavetal in das Valle del Boite. 
Die Normalroute (Stellen II) führt über den Nordgrat, vom nördlichen Valle d’Oten aus. Die Plattenschüsse des Nordgrats sind wegen des aufliegenden Gerölls gefährlich, erst recht bei Schnee und Vereisung.

## Weblinks

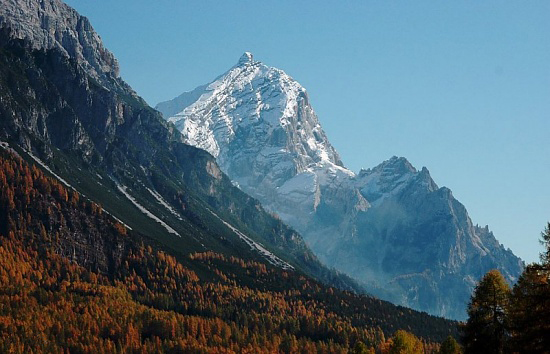
Antelao, gesehen aus dem Boitetal bei Cortina d’Ampezzo